# Sebaea ovata
Sebaea ovata är en gentianaväxtart som först beskrevs av Jacques-Julien Houtou de La Billardière, och fick sitt nu gällande namn av Robert Brown. Sebaea ovata ingår i släktet Sebaea och familjen gentianaväxter. Inga underarter finns listade i Catalogue of Life.